# Gabriel Piccato
Gabriel Piccato (San Jorge, Santa Fe, 20 de diciembre de 1971) es un entrenador de baloncesto argentino y actualmente es asistente de Sergio Santos Hernández en Leones de Ponce.

## Carrera
Comenzó como asistente técnico de Pablo Columna en Atlético de San Jorge en la Liga Nacional B en la temporada 1991-92. 
Siguió a Pablo Columba en La Unión (C) para disputar la temporada 1992-93 de la Liga Nacional B. Allí siguió como asistente hasta que tuvo el debut como entrenador luego de la renuncia de Columna en la temporada 1994-95. Fue el entrenador del club hasta la temporada 1997-98. En la temporada 1998-99 y 1999-00 fue asistente de José Podskoc. Vuelve nuevamente a ser entrenador principal en la temporada 2000-01, hasta la temporada 2002-03.
En la temporada 2003-04 incursiona en la Liga Nacional de Básquet como asistente técnico de Sergio Hernández en Boca Juniors. 
En la temporada 2006-07 luego de la renuncia de Eduardo Cadillac, toma el mando del equipo y se proclama campeón. 
Llega a La Unión (F) para disputar la temporada 2008-09 del Torneo Nacional de Ascenso donde se proclama campeón. Dirige al club en la máxima categoría hasta la temporada 2011-12.
En la temporada 2012-13 dirige brevemente a Obras donde luego de malos resultados renuncia en la fecha 12.
Vuelve a dirigir el Torneo Nacional de Ascenso en la temporada 2012-13, en Banda Norte.
En 2013-14 entrena a La Unión (F) en la Liga Nacional de Básquet. 
Para la temporada 2014-15 fue entrenador de Libertad (S) donde terminaría en el puesto 17.° en la maxima categoría nacional.
Regresa a ser asistente de Sergio Hernández en Peñarol para la temporada 2015-16.
Entrena a Regatas en la temporada 2016-17, cayendo en la final ante San Lorenzo.
Regresa nuevamente para entrenar a La Unión (F) en la temporada 2018-19.
Entrenó a Peñarol en la temporada 2019-20 que sería cancelada por la pandemia del COVID-19.
En 2020-21 entrenó a Hispano Americano.
También dirigió a la Selección Argentina entre 2020 y 2021.
Entrenó a Unión (SF) en la temporada 2022-23 luego de la renuncia de Juan Ponce.
Acompañó como asistente técnico a Sergio Hernandez a Leones de Ponce en la temporada 2023-24.

## Trayectoria
| Club                | País      | Año         |
| ------------------- | --------- | ----------- |
| La Unión (C)        | Argentina | 1995 - 1998 |
| La Unión (C)        | Argentina | 2000 - 2003 |
| Boca Juniors        | Argentina | 2006 - 2008 |
| La Unión (F)        | Argentina | 2008 - 2012 |
| Obras Sanitarias    | Argentina | 2012 - 2013 |
| Banda Norte         | Argentina | 2013 - 2013 |
| La Unión (F)        | Argentina | 2013 - 2014 |
| Libertad (S)        | Argentina | 2014 - 2015 |
| Peñarol             | Argentina | 2015 - 2016 |
| Regatas             | Argentina | 2016 - 2018 |
| La Unión (F)        | Argentina | 2018 - 2019 |
| Peñarol             | Argentina | 2019 - 2020 |
| Hispano Americano   | Argentina | 2020 - 2021 |
| Selección Argentina | Argentina | 2020 - 2021 |

## Palmarés

#### Campeonato nacionales
| Título                     | Club         | País      | Temporada |
| -------------------------- | ------------ | --------- | --------- |
| Liga Nacional de Básquet   | Boca Juniors | Argentina | 2006-07   |
| Torneo Nacional de Ascenso | La Unión (F) | Argentina | 2008-09   |